# Kis rügysodró moly
A kis rügysodró moly (Recurvaria nanella) a valódi lepkék (Glossata) alrendjébe tartozó sarlós ajkú molyfélék (Gelechiidae) családjába tartozik.

## Elterjedése, élőhelye
Eredetileg európai faj, de Kanadába és Pennsylvaniába is behurcolták. Magyarországon bárhol felléphet kártevőként.

## Megjelenése
Szürke szárnyain sötétszürke a mintázat. A szárny fesztávolsága 11–12 mm.

## Életmódja
A Kárpát-medencében általában évi 1–3 nemzedéke van, és a fiatal hernyók telelnek át. Telelő gubójukat a fák koronájában vagy a lehullott avarban szövik.
A kis hernyók már márciusban megjelennek a rügyeken. Kezdetben a rügy- és a virágkezdeményeket eszik, majd a hajtások belsejében fejlődnek tovább. Májusban az elszáradt levelek között vagy finom selyemszálon a talajra ereszkedve laza gubót szőnek, és abban bábozódnak be. A lepkék többnyire meglehetősen sokáig rajzanak; petéiket általában a levelek fonákjára rakják. A kis hernyók ősszel keskeny, kanyargós aknát rágnak tápnövény levelébe. Lombhullás előtt elhagyják az aknákat, és telelőre vonulnak.
Polifág faj: szinte valamennyi, hazánkban termesztett vagy vad gyümölcsfa megfelel neki. A tavaszi molyok állandó, jelentős faja.